# علی محسن‌زاده
علی محسن‌زاده (زاده ۲۵ بهمن ۱۳۷۱) بازیکن فوتبال اهل ایران است که در پست دروازه‌بان برای باشگاه فوتبال داماش گیلان بازی می‌کند.
وی سابقه عضویت در باشگاه فوتبال پرسپولیس را دارد.